# Giovanni Giudice
Giovanni Giudice (Palermo, 24 settembre 1933 – Palermo, 27 ottobre 2016) è stato un biologo e politico italiano.

## Biografia
Docente di anatomia comparata e biologia dello sviluppo presso l'Università degli Studi di Palermo, dal 1977 al 1983 fu componente del comitato scientifico dell'Istituto superiore di sanità di Roma, mentre dal 1980 al 1994 fu direttore dell'istituto di biologia dello sviluppo del CNR.
Alle politiche del 1976 si candidò, in qualità di indipendente, nelle liste del Partito Comunista Italiano, venendo eletto al Senato per il collegio di Alcamo; in occasione delle politiche del 1979 approdò alla Camera (23.717 preferenze), terminando il mandato parlamentare nel 1983.
Nel 1996 ricevette il premio Feltrinelli. Morì il 27 ottobre 2016, all'età di 83 anni. 